# Rue des Bûcherons (Auderghem)
Pour les articles homonymes, voir Rue des Bûcherons.
La rue des Bûcherons (en néerlandais Houthakkersstraat) est une rue bruxelloise de la commune d'Auderghem. Elle est située dans le hameau de Notre-Dame-au-Bois (Jezus-Eik), aussi partiellement sur Overijse sur une longueur de 290 mètres.

## Historique et description
Cette voie s'est appelée « rue de la Procession » avant de prendre sa dénomination actuelle en 1916.

### Origine du nom
Elle tiendrait son nom de Notre-Dame-au-Bois (ou en néerlandais aussi utilisé en français : Jezus-Eik, littéralement « le chêne de Jésus ») un hameau qui fait presque entièrement partie de la commune d'Overijse.